# Pristimantis polychrus
Espèce
Synonymes
- Eleutherodactylus polychrus Ruíz-Carranza, Lynch & Ardila-Robayo, 1997

Statut de conservation UICN

 VU  : Vulnérable
Pristimantis polychrus est une espèce d'amphibiens de la famille des Craugastoridae.

## Répartition
Cette espèce est endémique du département d'Antioquia en Colombie. Elle se rencontre entre 1 140 et 1 540 m d'altitude sur le versant Ouest de la cordillère Occidentale.

## Description
Les mâles mesurent de 17,0 à 20,6 mm et les femelles de 31,6 à 36,6 mm.

## Publication originale
- Ruíz-Carranza, Lynch & Ardila-Robayo, 1997 : Seis nuevas especies de Eleutherodacrylus Dumeril & Bibron, 1841 (Amphibia : Leptodactylidae) del norte de la Cordillera Occidental de Colombia. Revista de la Academia Colombiana de Ciencias Exactas Fisicas y Naturales, vol. 21, no 79, p. 155-174 (texte intégral).